# I Drive Your Truck
«I Drive Your Truck» — песня американского кантри-певца Ли Брайса, вышедшая в качестве 3-го сингла с его второго студийного альбома Hard 2 Love (2012). Авторами песни выступили Джесси Александр, Конни Харрингтон и Джимми Иэри.
Песня получила награду Ассоциации кантри-музыки CMA Awards в престижной категории «Лучшая песня года» (Song of the Year) и две номинации на премию Грэмми в категориях Лучшая кантри-песня и Лучшее сольное кантри-исполнение.

## История

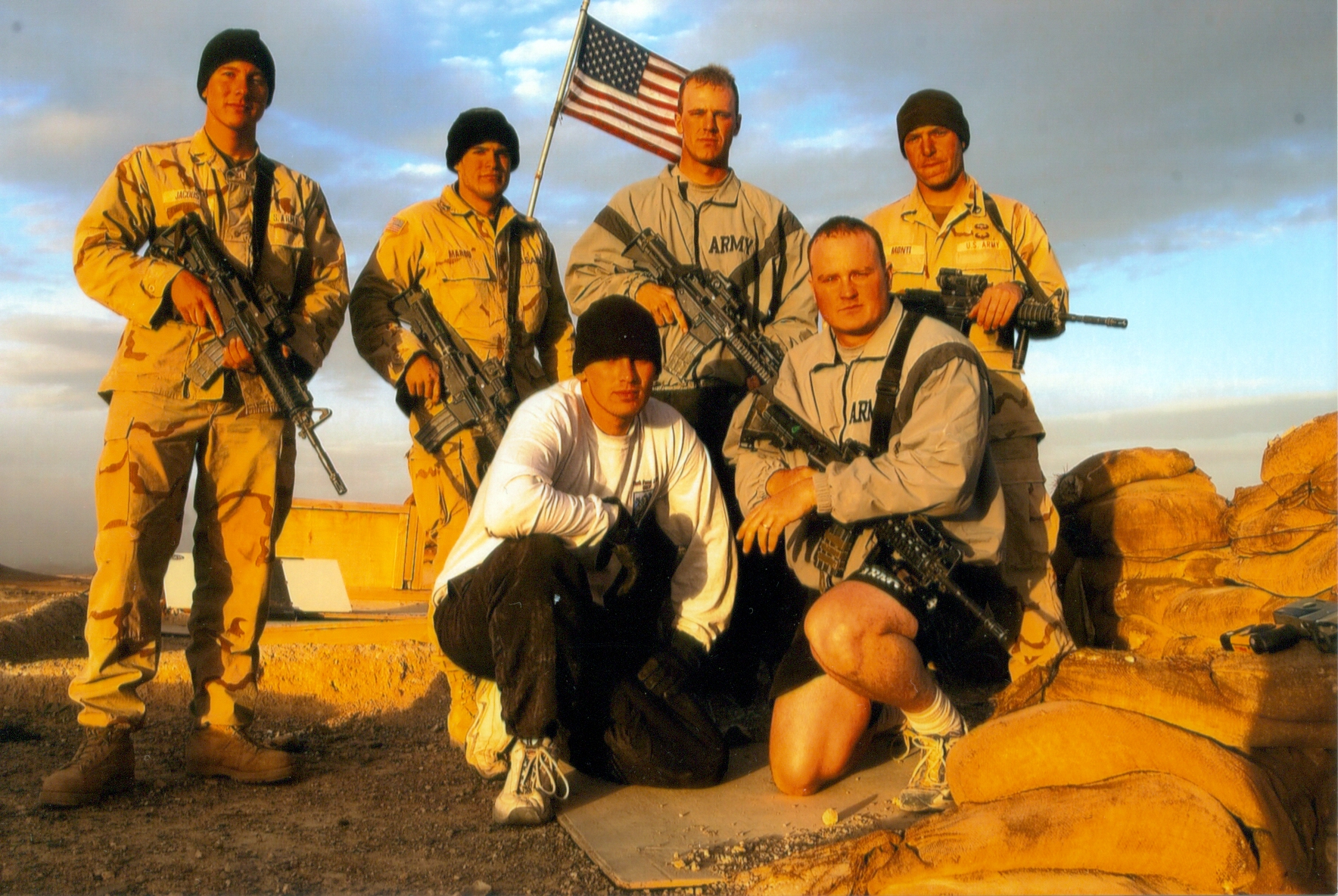
Сержант Джаред Монти (со своей командой), память о котором вдохновила автора песни на её создание.

В песне рассказывается о вождении автомобиля, принадлежащего погибшему в армии брату. Соавтор Конни Харрингтон был вдохновлён на эту тему, услышав интервью Павла Монти (Paul Monti) в программе Here and Now, чей сын Джаред Монти, погиб в Афганистане, пытаясь спасти жизнь своему напарнику, за что получил высшую воинскую награду США Медаль Почёта. В этом интервью отец героя (получивший медаль из рук президента Барака Обамы) рассказывал, что он садится и ездит на старом грузовике, чтобы вспомнить сына и быть ближе к нему.

## Отзывы и награды
Сингл вышел 3 декабря 2012 года на студии Curb Records и получил положительные отзывы музыкальной критики и интернет изданий. Билли Дьюкс из Taste of Country дал синглу 4,5 звезды из 5, сказав, что «сильное лирическое исполнение Брайса[…]должно расширить сферу применения этой истории, сделав её большим хитом в коммерческом и художественном плане». Тамми Рагуза из Country Weekly поставила песне высшую оценку A. Она сказала, что Брайс «поёт так, будто от этого зависит его жизнь», и похвалила детализацию текста.
Песня получила несколько номинаций и наград, включая награды от профессиональных организаций жанра кантри (награду Ассоциации кантри-музыки CMA Awards в престижной категории «Лучшая песня года», Song of the Year) и 2 номинации на Грэмми в категориях Лучшая кантри-песня и Лучшее сольное кантри-исполнение.

## Музыкальное видео
Музыкальное видео было снято Льюисом Брайсом, братом певца Ли Брайса.

## Коммерческий успех
Песня набрала достаточное количество эфирных прослушиваний, чтобы дебютировать в чарте Country Airplay от 23 февраля 2013 года, и в итоге достигла № 1 в этом чарте 20 апреля 2013 года, став его третьим подряд номером один (из восьми чарттоппероов и 12 Топ-10 хитов за карьеру на 2023 год). Она также дебютировала в Billboard Hot 100 под № 91 в феврале 2013 года и достигла 47-го места 13 апреля 2013 года. Она достигла № 6 в рейтинге Hot Country Songs и № 11 в рейтинге Country Digital Songs. По состоянию на апрель 2014 года песня была продана в США в количестве 870 000 копий.

## Награды и номинации
Источник:
| Награда    | Категория                        | Результат |
| ---------- | -------------------------------- | --------- |
| CMA Awards | Песня года (Song of the Year)    | Победа    |
| ACM Awards | Песня года (Song of the Year)    | Победа    |
| Грэмми     | Лучшее сольное кантри-исполнение | Номинация |
| Грэмми     | Лучшая кантри-песня              | Номинация |

## Чарты и сертификации

### Еженедельные чарты
| Чарт (2012-13)                      | Высшая позиция |
| ----------------------------------- | -------------- |
| Канада (Billboard Canadian Hot 100) | 53             |
| Канада (Billboard Country)          | 3              |
| США (Billboard Hot 100)             | 47             |
| США (Billboard Country Airplay)     | 1              |
| США (Billboard Hot Country Songs)   | 6              |

### Итоговые годовые чарты
| Чарт (2013)                      | Позиция |
| -------------------------------- | ------- |
| US Country Airplay (Billboard)   | 34      |
| US Hot Country Songs (Billboard) | 38      |

### Сертификации
| Регион | Сертификация | Продажи |
| --- | ------------ | ------- |
| Канада (Music Canada) | Золотой      | 40,000^ |
| США (RIAA) | Золотой      | 870,000 |
| * Данные о продажах приведены только на основе сертификации. ^ Данные о тиражах приведены только на основе сертификации. |              |         |